# Линуд
Линуд (на английски: Lynnwood) е град в окръг Снохоумиш, щата Вашингтон, САЩ. Линуд е с население от 33 847 жители (2000) и обща площ от 19,8 km². Намира се на 1 67- 182 m надморска височина. ЗИП кодът му е 98036, 98037, 98046, 98087, а телефонният му код е 425.